# Gentile Bellini
Gentile Bellini (Venecija, 1429. – Venecija, 23. veljače 1507.) bio je talijanski renesansni slikar; sin i učenik Jacopa Bellinija.
Ime je dobio po slavnom Gentile da Fabrianu kojeg je njegov otac neobično cijenio, i kod kojeg je učio slikarstvo.

## Životopis
Gentile je rođen u slavnoj slikarskoj obitelji., Njegov otac Jacopo Bellini, bio je među prvima koji su počeli koristiti uljane boje, sjaj tih slika oduševljavao je njegove suvremenike. Njegov brat Giovanni Bellini bio je također priznati i cijenjeni slikar, a slavni Andrea Mantegna oženio se njegovom sestrom Nicolosiom. Gentile je krenuo njihovim stopama, pomažući ocu u njegovoj dobro uvedenoj slikarskoj bottegi. Vrlo brzo postao je cijenjen portretist i slikar velikih povijesnih kompozicija.
Njegov prvi potpisani rad je portret Blaženog Lorenza Giustiniana iz 1445. jedna od najstarijih venecijanskih uljanih slika, koja se danas čuva u Galeriji Akademije. Tokom 1470-ih Bellini radi zajedno s bratom Giovannijem na oslikavanju Scuole Grande di San Marco. Bellini se uspio profilirati kao vrlo vješti portretist, koji je slikao vrlo realističke portrete s vrlo puno sitnih detalja (dužd Pasquale Malipiero oko 1460.). On je 1474. postao službeni portretist mletačkih duždeva, a do danas ostali su sačuvani portreti Niccola Marcella (1474.), Giovannija Moceniga (1480.) i Agostina Barbariga (1486.)
Gentile Bellini zajedno s kolegama slikarima Pietrom Peruginom, Lazzarom Bastianijem, Vittoreom Carpacciom, Giovannijem Mansuetijem, Benedettom Diana i Benedettom Rusconijem dobio narudžbu od bratovština Scuola Grande di San Giovanni Evangelista, za ciklus od 9 slika posvećenim relikviji Pravog križa, kojeg je bratovština dobila još 1369. Bellinijev doprinos bile su tri slike; Procesija Pravog križa na trgu sv. Marka u Veneciji (1496.), Čudo Pravog križa na mostu San Lorenzo (1500.) i Ozdravljenje Pietra Ludovicia (1501.).
Bellini je u pozadini tih prizora, oslikao tipične venecijanske ambijente s puno sitnih detalja, tako da je iz njih moguće isčitati običaje i život Venecije u 15. stoljeću.
Mletački senat poslao je Gentilea u rujnu 1479. na sultanov dvor u Carigrad, kao ambasadora dobre volje, nakon ranije dogovorenog mira između Venecije i Osmanskog carstva. Gentile je ispunio misiju i naslikao Portret Mehmeda II., te izradio više crteža tada nepoznatog i mističnog orijenta (koji je tada fascinirao Veneciju), koji se danas čuvaju po svjetskim galerijama.
Njegovo posljednje djelo bila je velika tempera na drvu Propovjed sv. Marka u Aleksandriji (347x770 cm) koju je započeo slikati 1504., ali je zbog smrti nije uspio završiti, tako da je sliku dovršio njegov brat Giovanni oko 1507.
Nasljednik njegovog slikarskog stila bio je Vittore Carpaccio, a jako je utjecao i na svog brata Giovannija Bellinija, najpoznatijeg slikara iz obitelji Bellini. U sljedećim razdobljima, Gentile je pao u sjenu svog oca i brata za koje se smatralo da su puno bolji slikari.
Danas slike Gentilea Bellinija ponovno privlače pažnju stručnjaka, zbog izučavanja načina života i izgleda Venecije u 15. stoljeću.

### Galerija odabranih djela
- Blaženi Lorenzo Giustiniani, 1465., Galerija Akademije, Venecija.
- Portret dužda Giovannija Mocenigoa, 1480., tempera na dasci, Muzej Correr, Venecija.
- Portret Mehmeda II., 1480., 69,9 × 52,1 cm, Nacionalna galerija portreta, London.
- Portret Catarine Cornaro, oko 1500., ulje na drvu, 63 × 49 cm, Budimpešta.
- Sv. Marko u Aleksandriji, 1504-1507., ulje na dasci, Pinakoteka Brera, Mailand.

## Vanjske poveznice
- Gentile Bellini u "Povijesti umjetnosti".  Arhivirana inačica izvorne stranice od 31. ožujka 2023. (Wayback Machine)
- Web Gallery of Art, image collection, virtual museum, searchable database of European fine arts (1000-1850), pristupljeno 2. srpnja 2014.
- Gentile Bellini in the "A World History of Art"  Arhivirana inačica izvorne stranice od 31. ožujka 2023. (Wayback Machine), pristupljeno 2. srpnja 2014.